# 嫁いらず観音院
嫁いらず観音院（よめいらずかんのんいん）は、岡山県井原市大江町にある真言宗単立の寺院である。正式な名称は、樋の尻山嫁いらず観音院（ひのしりやまよめいらずかんのんいん）で瀬戸内三十三観音霊場第二十一番札所にもなっている。

## 概要
737年（天平9年）に行基によって開基と伝えられ、行基自作の十一面観音を本尊として祀る。
「嫁いらず観音」という名は俗称で、年老いた人たちが「老いても嫁の手を煩わすことなく、健康で幸せな生涯を全うできる」という霊験から嫁不要（よめいらず）の観音様と言われるようになった。
毎月17日の月例祭には、大勢の参拝者が訪れ、春と秋の彼岸の中日（春分・秋分）の大祭には、中四国はもとより全国各地から大勢の参拝者が訪れ、賑わう。
また、開山1260周年と井原鉄道井原線開業を記念して、1999年（平成11年）1月11日に、本尊・十一面観音像の元の姿とされる「聖観世音菩薩」（国内最大級の石仏）が建立された。
参拝時間
- 9：00～16：00（休館日：毎週火曜日、ただし月例祭・大祭は除く）

## 聖観音菩薩
本体は高さ7.7m・重さ38tで、一本の石づくりの仏像としては国内で最大級とされる。二つの蓮華・台座まで含めると11m・88tとなり、設置用の土台まで含めて約12mの高さを持つ。

## 祭典
- 月例祭は、毎月第3日曜日（2019年9月までは毎月17日）。
- 大祭は、春分の日・秋分の日の年2回

## アクセス
自動車
- 最寄I.Cは、山陽自動車道 笠岡I.Cまたは福山東I.C。
- 最寄I.Cより井原市へ。

（笠岡I.Cより約25分。福山東I.Cより約30分）
- 駐車場は、普通車200台、大型バス50台。

交通機関
- 最寄駅は、井原鉄道井原線 井原駅または子守唄の里高屋駅。
- 最寄駅よりタクシーにて約10分。
- 井原駅より路線バスを利用する場合は、井原あいあいバス（市内循環バス）を利用。

当バスの嫁いらず観音線または子守唄の里線で「嫁いらず観音バス停」下車。

## 前後の札所
瀬戸内三十三観音霊場
20 教積院 -- 21 嫁いらず観音院 -- 22 寒水寺